# Újhelyszabadi
Újhelyszabadi (1899-ig Budatin-Lehota, szlovákul Budatinska Lehota) Kiszucaújhely településrésze, korábban önálló község Szlovákiában, a Zsolnai kerületben, a Kiszucaújhelyi járásban.

## Fekvése
Kiszucaújhely központjától keletre fekszik, tulajdonképpen a város keleti részét képezi.

## Története
A 18. század végén Vályi András így ír róla: „Budetin Lehota. Falu Trentsén Várm. a’ Budeténi Uradalomhoz tartozik, lakosai politikusok, fekszik Budetinhoz 3/4 mértföldnyire, mellyhez határja is hasonlító.”
Fényes Elek 1851-ben kiadott geográfiai szótárában így ír a faluról: „Lehota (Kisucza Ujhely), tót falu, Trencsén vmegyében, 240 kath. lak. F. u. Budetini uradalom. Ut. p. Zsolna.”
1910-ben 477, túlnyomórészt szlovák lakosa volt. A trianoni békéig Trencsén vármegye Kiszucaújhelyi járásához tartozott.
1973-ban csatolták Kiszucaújhelyhez.

## Külső hivatkozások
- Újhelyszabadi Szlovákia térképén

## Lásd még
- Kiszucaújhely
- Ókert